# Йоргос Корас
Георгиос (Йо̀ргос) Й. Кутурацас (Ко̀рас) (на гръцки: Γιώργος Ι. Κουτουράτσας, Γιώργος Κόρας, на английски: George Koras) е гръцко-американски скулптор.

## Биография
Корас е роден в 1925 година в Лерин (Флорина), Гърция. Завършва Атинското училище за изящни изкуства. В 1955 година емигрира в САЩ. В Ню Йорк пет години работи за водещия скулптор Жак Липшиц. През същия период той учи в Лигата на студентите по изкуства и научава техники за леене на метал в Леярната за модерно изкуство. В 1975 година заминава със стипендия да учи в Италия и Испания.
В продължение на 27 години преподава скулптура в Нюйоркския университет, където построява леярна за своите студенти. Негови творби участват в много изложби и получават над 40 награди, една от които присъдена от самия Марсел Дюшан. Корас е шест години директор на отдела по скулптура на Националното одюбоновско общество. Обявен е за Учител на годината от Американската гръцка асоциация на учителите в 1989 година.
Умира в 2015 година.